# Saint-André-en-Royans
Saint-André-en-Royans is een gemeente in het Franse departement Isère (regio Auvergne-Rhône-Alpes) en telt 297 inwoners (1999). De plaats maakt deel uit van het arrondissement Grenoble.

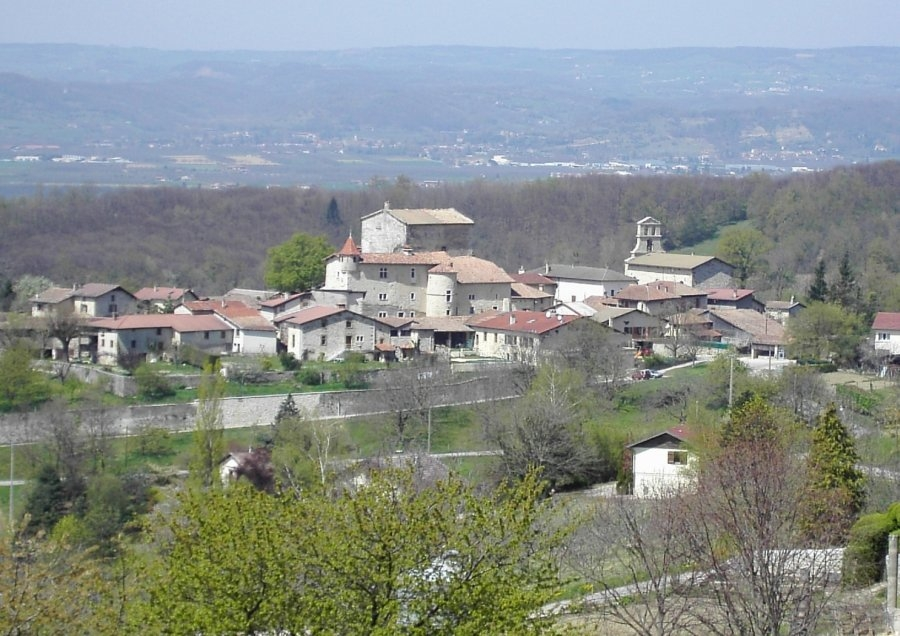
Saint-André-en-Royans

## Geografie
De oppervlakte van Saint-André-en-Royans bedraagt 10,5 km², de bevolkingsdichtheid is 28,3 inwoners per km².
De onderstaande kaart toont de ligging van Saint-André-en-Royans met de belangrijkste infrastructuur en aangrenzende gemeenten.

## Demografie
Onderstaande figuur toont het verloop van het inwonertal (bron: INSEE-tellingen).